# Уипл, Джордж
Джордж Хойт Уи́пл (англ. George Hoyt Whipple; 28 августа 1878, Ашленд, штат Нью-Гэмпшир — 1 февраля 1976, Рочестер, штат Нью-Йорк) — американский врач, учёный в области биомедицинских исследований, администратор и преподаватель медицинской школы. Лауреат Нобелевской премии по физиологии и медицине в 1934 году (совместно с Джорджем Майнотом и Уильямом Мёрфи) «за открытия, связанные с применением печени в лечении пернициозной анемии».
Член Национальной академии наук США (1929).

## Биография
В 1900 году окончил Йельский университет. В 1905 году окончил Университет Джонса Хопкинса (Школа медицины).